# Crisante e Daria
Crisante (o Crisanzio, o Crisanto) e Daria sono due martiri cristiani del III secolo, originariamente sepolti nella catacomba di Trasone, sulla via Salaria a Roma.

## Leggenda agiografica
Secondo una passio tarda e leggendaria, Crisante era figlio del nobile alessandrino Polemio e fu convertito a Roma dal prete Carpoforo: il padre cercò di farlo tornare al paganesimo inviandogli la bella vestale Daria, ma costei abbracciò la fede di Crisante e decise di vivere con lui in casta unione matrimoniale. I due convertirono numerosi romani (Claudio, Ilaria, Giasone e Mauro), finché subirono il martirio durante l'impero di Numeriano che avvenne per seppellimento da vivi. Infatti il sangue di una vestale non poteva essere sparso per non attirare l'ira degli dei.

## Il culto
Il loro culto come santi è antico sia nella Chiesa latina che in quelle d'oriente: il loro nome è già presente nel martirologio geronomiano; papa Damaso fece abbellire la loro tomba e dedicò loro un epigramma; Gregorio di Tours li celebrò nel suo De gloria martyrum.
La loro tomba si trovava nel coemeterium Thrasonis.
I corpi sono ora custoditi nella cripta del duomo di Reggio Emilia, donati al vescovo Adelardo da re Berengario II nel 946.

## Indagini scientifiche sui corpi
Nel 2011 un'indagine scientifica sui corpi, condotta da un gruppo di studiosi coordinati da Ezio Fulcheri, paleopatologo dell'Università di Genova, ha evidenziato la compatibilità dei reperti con il racconto tramandato dalla tradizione. La datazione al radiocarbonio rivela che i resti dei due giovani, un maschio tra i 17 e i 18 anni e una femmina tra i 20 e i 25, risalgono a un'epoca tra l'80 e il 340 d.C. Nelle ossa è stata rinvenuta una elevata concentrazione di piombo, segno della loro provenienza dalle classi agiate che disponevano di acqua corrente nelle case (condotta tramite tubature di piombo). Nessuno dei corpi presenta inoltre segni di violenza o malattia, quindi la causa di morte potrebbe essere compatibile con il soffocamento.

## Data della celebrazione
Nelle Chiese ortodosse la loro memoria è celebrata il 19 marzo. Il loro elogio si legge nel Martirologio Romano al 25 ottobre.